# Olacaceae
Olacaceae (Олаксові) — родина квіткових рослин, яка включає 16 родів. Входить в порядок санталоцвіті.
Олаксові поширені в тропічних і почасти субтропічних областях Африки, мусонній Азії, Австралії та Південній Америці.

## Роди
- Anacolosa
- Aptandra
- Cathedra
- Chaunochiton — Хаунохітон
- Curupira
- Douradoa
- Dulacia
- Harmandia
- Malania
- Olax типовий — Олакс
- Ongokea
- Phanerodiscus
- Ptychopetalum
- Strombosia Blume
- Ximenia — Ксіменія